# King of Pop (album)
King of Pop is een serie van albums, uitgebracht door de zanger Michael Jackson, ter ere van zijn vijftigste verjaardag. De albums zijn in verschillende landen uitgebracht, met elk een andere tracklist. Dit komt doordat de fans uit de verschillende landen mochten stemmen welke nummers ze op 'hun' album wilden.

## Argentijnse editie
De Argentijnse editie van King of Pop, verschenen op 11 november 2008, bestaat uit twaalf nummers, waarvan er twee bonus tracks zijn, Come Together en Thriller Megamix. Er staan twee fouten op de hoes van het album: Billie Jean is geschreven als Billy Jean en Don't Stop 'til You Get Enough als Don't Stop Till You Get Enough.
Tracklist:
1. Billie Jean - 4:53
2. Beat It - 4:18
3. Black or White - 4:15
4. Bad - 4:07
5. Heal the World 7" Edit - 4:32
6. Human Nature - 4:05
7. Don't Stop Till You Get Enough 7" Edit - 3:59
8. Smooth Criminal - 4:18
9. Man in the Mirror - 5:18
10. I Just Can't Stop Loving You - 4:12
11. Come Together Bonus Track - 4:02
12. Thriller Megamix Bonus Track, Radio Edit - 4:07